# Eulasiopalpus gertschi
Eulasiopalpus gertschi är en tvåvingeart som beskrevs av Charles Howard Curran 1947. Eulasiopalpus gertschi ingår i släktet Eulasiopalpus och familjen parasitflugor.
Artens utbredningsområde är Panama. Inga underarter finns listade i Catalogue of Life.